# أيك زيمر
أيك زيمر (بالألمانية: Eyck Zimmer)‏ هو طباخ وطاهي ألماني، ولد في 22 ديسمبر 1969 في إرفورت في ألمانيا.